# Mauro Piacenza
Mauro Piacenza JCD (nascut el 15 de setembre de 1944 a Gènova) és un cardenal italià de l'Església Catòlica. Va servir com a Penitenciari major, nomenat pel Papa Francesc el 21 de setembre de 2013, fins al 6 d'abril de 2024. Anteriorment havia servit com a Prefecte de la Congregació pel Clergat a la Cúria Pontifícia entre el 7 d'octubre de 2010 i el 21 de setembre de 2013. Anteriorment havia servit com a Secretari de la Congregació des de 2007 abans d'esdevenir Prefecte.

## Biografia
Piacenza va néixer a Gènova. Després d'estudiar al Seminari Major Arxiepiscopal de Gènova, va ser ordenat al presbiterat per Giuseppe Siri el 21 de desembre de 1969. Després completà els seus estudis a Roma, assistint a la Pontifícia Universitat Laterana, on va obtenir el doctorat summa cum laude en dret canònic.
Després de servir com a vicari, treballà com a capellà de la Universitat de Gènova. Piacenza ensenyà dret canònic a la Facultat Teològica del Nord d'Itàlia, servint en diversos càrrecs curials. Va ser assistent diocesà del Moviment de Compromís Cultural eclesial. També va ser professor de cultura contemporània i d'història de l'ateisme a l'Institut Superior d'Estudis Religiosos de Ligúria, a més de professor de teologia dogmàtica a l'Institut Diocesà de Teologia pels Laics Didascaleion. També ensenya teologia a diversos liceus estatals. Va ser fet canonge de la catedral de Gènova el 1986. Ingressà a la Congregació pel Clergat el 1990, sent-ne nomenat sotsecretari l'11 de març de 2000.
El 13 d'abril de 2003 el nomenà President de la Comissió Pontifícia per l'Herència Cultural de l'Església i bisbe titular de Victoriana. Rebé la seva consagració episcopal el 15 de novembre següent de mans del cardenal Tarsicio Bertone, amb el cardenal Darío Castrillón Hoyos i el bisbe Alberto Tanasini servint com a co-consagradors.
El 28 d'agost de 2004 va ser nomenat President de la Comissió Pontifícia per l'Arqueologia Sacra, i després Secretari de la Congregació pel Clergat, sent promogut al rang d'arquebisbe (amb la mateixa seu titular) el 7 de maig de 2007. El 7 d'octubre de 2010 va ser nomenat President de la Congregació pel Clergat substituint el cardenal Hummes. Aquest nomenament va ser estrany, car pocs funcionaris que serveixen com a Secretari són nomenats Prefectes del mateix dicasteri.
En una entrevista feta poc després del seu nomenament com a Prefecte, l'arquebisbe Piacenza deia que «el presbiterat no pot ser sinó Cristocèntric i Eucarístic. Cristocèntric perquè, com el Sant Pare sovint ens recorda, al sacerdoci ministerial "Crist ens atrau cap a Ell mateix", involucrant-se ell mateix amb nosaltres en la Seva existència. Aquesta atracció "real" té lloc sacramentalment, per tant, d'una manera objectiva i insuperable, en l'Eucaristia, de la qual els preveres en són ministres, és a dir, servents i instruments efectius.»
El 20 de novembre de 2010 el Papa Benet XVI el nomenà Cardenal diaca de San Paolo alle Tre Fontane i, el 29 de desembre següent, el nomenà membre de la Congregació pel Culte Diví i la Disciplina dels Sagraments, de la Congregació per a l'Educació Catòlica i del Consell Pontifici per a les Comunicacions Socials.
El març de 2011, en una carta Quaresmal als preveres, el cardenal Piacenza digué «A vegades la fatiga és gran» i que els preveres «creiem que som massa pocs per complir totes les necessitats de l'Església», però, «si primer no ens convertim nosaltres, encara en serem menys». «Un món descristianitzat necessita una nova evangelització», però alhora necessita «nous preveres, no en un sentit superficial, sinó preveres que hagin estat profundament renovats per l'amor de Crist en cada Santa Missa.» El cardenal Piacenza concloïa, senyalant que «només un prevere renovat i convertit pot esdevenir un instrument mitjançant el qual l'Esperit crida a nous preveres.»
Totes les oficines de la Cúria romana esdevenen vacants mentre que no hi ha Papa. Mentre que alguns càrrec són confirmats pel nou Papa, el Papa Francesc no el tornà a nomenar per al seu càrrec de Prefecte de la Congregació pel Clergat el 21 de setembre de 2013, sinó que el nomenà per encapçalar la Penitenciaria Apostòlica, el tribunal vaticà que tracta amb les indulgències, els excomunions latæ sententiæ i d'altres assumptes interns.

## Obres
- M. Piacenza (a cura di), Sacerdoti per il 3º millennio, Ed. Marietti, Genova-Milano 2003.
- M. Piacenza, Il Sigillo, Cristo fonte dell'identità del prete, edizione Cantagalli, Siena, 2010 (traduït al castella: El Sillo – ed. Palabra; traduït al francès: Elus du Seigneur, ed. Artege).
- M. Piacenza (prefazione e contributo di), Preti Sposati? 30 domande scottanti sul celibato, Ed. Elledici, Rivoli, 2011 (traduït al castellà: Curas Casados? Ed. Rialp; traduït a l'anglès: married priests? ed. Ignatius press, San Francisco, 2012).
- M. Piacenza, Presbyterorum Ordinis 50 anni dopo, edizioni Cantagalli, Siena, 2013.
- M. Piacenza, Preti nella modernità, collana Cristianesimo e cultura, Cantagalli, Siena, 2013.